# Курьядор (обнажение)
Обнажение «Курьядор» — геологический памятник республиканского значения. Единственный разрез лёссов на территории республики Коми.

## Описание
Памятник представляет собой отвесный обрыв примерно 16 метров в высоту и протяженностью 200 метров. В 1989 году утверждён постановлением Союза министров Коми АССР № 193 как геологический памятник природы (подтвержден в 1993 г.). Доступен для наблюдения.

## Местоположение
Обнажение Курьядор находится на юго-востоке Республики Коми в Усть-Куломском районе, на правом берегу реки Вычегда. Недалеко от деревни Курьядор.

## Значимость
Курьядор позволяет детально исследовать выхода лёссов, имеющих проблематичный генезис.
Особо охраняемая природная территория. Курьядор называют одним из 7 чудес Усть-Куломского района и Республики Коми.